# فيرغونيو

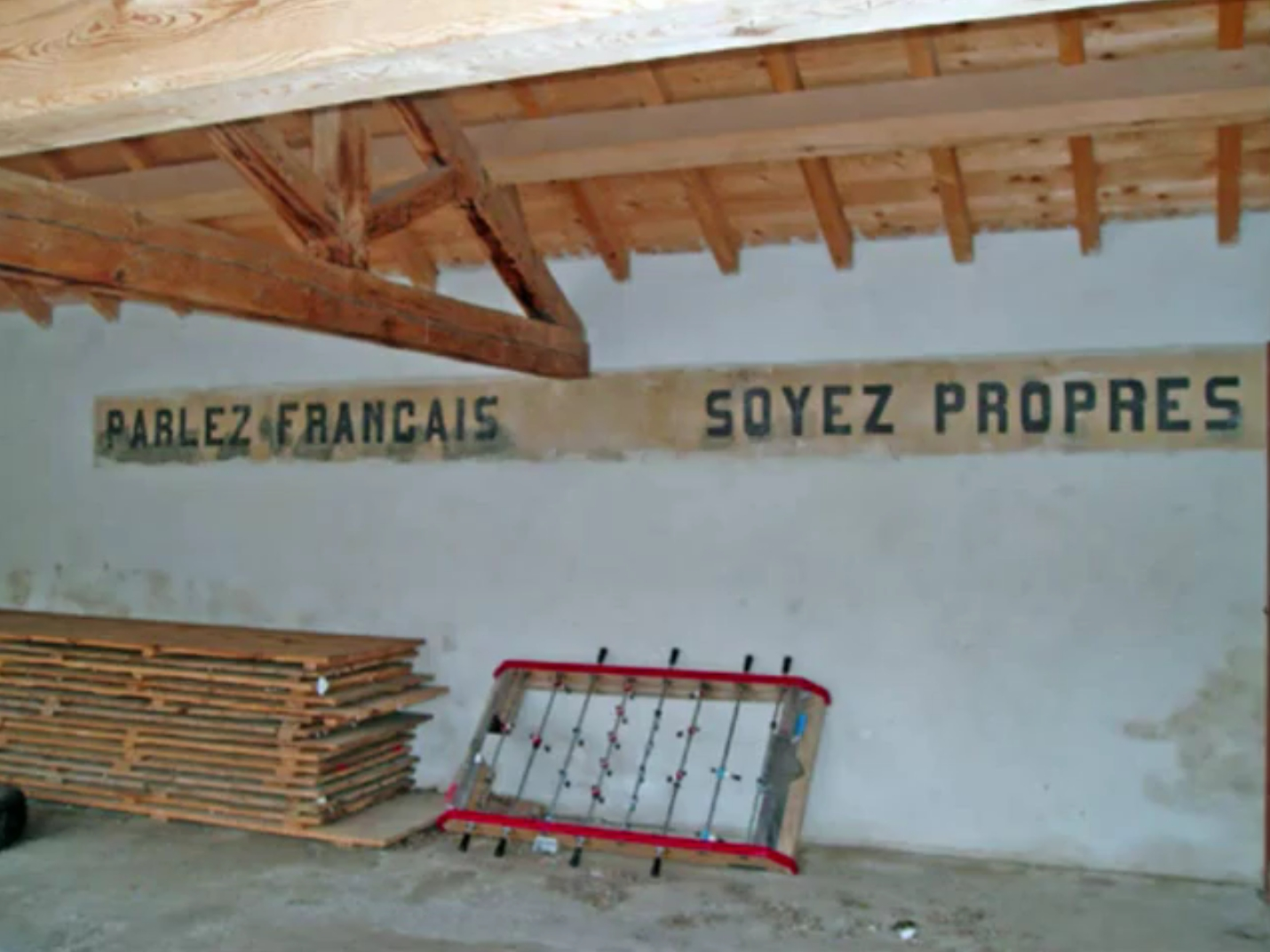
كُتبت عبارة "تكلم بالفرنسية وكن نظيفًا" على جدار مدرسة في المناطق الناطقة باللغة الأكستانية في جنوب فرنسا؛ هذه الشعارات هي مظهر شائع لفيرغونيو.

في اللغة الأكستانية، تُشير كلمة فيرغونيو (بالفرنسية: Vergonha)‏ (ومعناها «العار») إلى آثار السياسات المختلفة للحكومة الفرنسية على لغات الأقليات، حيث اعتبرت لغاتها الأم مُجرّد لهجة عامية (Patois). وهي لغات رومانسية يتم التحدث بها في البلد بخلاف اللغة الفرنسية القياسية.
يُنظر إلى فيرغونيو على أنها عملية «تهدف إلى إنكار اللغة المحلية وخلق شعور بالخزي بلهجتها من خلال حرمانها الرسمي، والإذلال في المدرسة، ومنع وجودها الإعلامي»، كما ينظمها ويوافق عليها القادة السياسيون الفرنسيون، ابتداء من هنري جريجوار [الإنجليزية] فصاعدًا. لا تزال فيرغونيو موضوعًا مثيرًا للجدل في النقاش العام الفرنسي الحديث،  ففي حين يدّعي البعض أن مثل هذا التمييز لم يكن موجودًا؛ تعتبر فيرغونيو مثالا مستشهدا به على قتل الدولة المنهجي للغة. في عام 1860، قبل أن يصبح التعليم إلزاميًا، كان المتحدثون الأصليون باللغة الأكستانية يمثلون أكثر من 39٪  من إجمالي السكان الفرنسيين، مقابل 52٪ من الناطقين بالفرنسية؛ انخفضت نسبتهم إلى 26-36٪ بحلول أواخر العشرينات،  وانخفض هذا الرقم بشكل حاد مرة أخرى في نهاية الحرب العالمية الثانية، إلى أقل من 7٪ بحلول عام 1993.

## أواخر القرن الثامن عشر إلى أواخر القرن التاسع عشر

### تقرير هنري جريجوار عن ضرورة القضاء على العامية
تم إضفاء الطابع الرسمي على العملية المتعمدة لاستئصال اللهجات العامية غير الفرنسية في فرنسا الحديثة والاستخفاف بها، باعتبارها مجرد لهجات محلية وشفوية في كثير من الأحيان، وذلك من خلال تقرير هنري جريجوار حول ضرورة القضاء على اللغة العامية وتعميم استخدام اللغة الفرنسية،  الذي قدمه في 4 يونيو 1794 إلى المؤتمر الوطني الفرنسي؛ بعد ذلك، تم حظر جميع اللغات باستثناء الفرنسية رسميًا في الإدارة والمدارس من أجل توحيد فرنسا لغويًا بعد يوم الباستيل. في ذلك الوقت، كان عُشر السكان فقط يجيدون الفرنسية. ادّعى جان جوريس أن "اللغة العامية" هي لغة أمة مهزومة".
قبل أربعة أشهر (27 يناير)، كان برتراند بارر - رُغم كونه من الأوكستانيين من تارب - قد ادّعى أمام هذه الاتفاقية نفسها:
«للملكية أسباب وجيهة لتشبه برج بابل. ففي الديمقراطية، إنّ ترك المواطنين جاهلين باللغة الوطنية (لغة باريس)، وغير قادرين على السيطرة على السلطة، هو خيانة للوطن... بالنسبة للشعب الحرّ، يجب أن يكون اللسان واحدًا للجميع. ما هي حجم النفقات التي لم نُخصّصها لترجمة قوانين أول جمعيتين وطنيتين إلى لغات فرنسا المختلفة! وكأن الأمر متروك لنا للحفاظ على هذه المصطلحات البربرية وهذه المصطلحات البذيئة التي لا يمكن أن تفيد إلا المتعصبين والمعادين للثورة!»

## أواخر القرن التاسع عشر - سياسات وإرث جول فيري

### الانضباط المدرسي
في ثمانينيات القرن التاسع عشر، نفذ جول فيري سلسلة من الإجراءات الصارمة لزيادة إضعاف اللغات الإقليمية في فرنسا، كما هو موضح في تقرير برنارد بوينانت عام 1998 إلى ليونيل جوسبان. تضمّنت معاقبة الأطقال من قبل معلميهم لتحدثهم لغة الأكستانية في مدارس تولوز، أو اللغة البريتانية في بروتاني. فقد ورد في قانون التدريس الفرنسي لسنة 1851 أنه «يُمنع تمامًا التحدث بالعامية أثناء الفصول الدراسية، أو خلال فترات الاستراحة.»

من بين الأمثلة الأخرى المعروفة للإذلال والعقاب البدني، كان يتمّ تعليق قبقاب حول أعناق الأطفال الذين تحدّثوا بلغة غير الفرنسية. حيث تذكر امرأة من بريتون أن أجدادها عاشوا هذا الأمر:
أجدادي يتحدثون اللغة البريتونية أيضًا، ولكن ليس معي. عندما كانوا أطفالًا، اعتادوا أن تُضرب أصابعهم إذا تحدثوا بكلمة واحدة باللغة البريتانية. في ذلك الوقت، كان من المفترض أن يُسمع صوت فرنسا الجمهورية، واحدًا وغير قابل للتجزئة، في جميع المدارس، وكان أولئك الذين تجرأوا على تحدي هذه السياسة يتعرضون للإهانة من خلال ارتداء قباقيب حول أعناقهم أو الركوع على مسطرة تحت لافتة كُتب عليها: «ممنوع البصق على الأرض والتحدث باللغة البريتانية». هذا هو السبب الذي جعل بعض كبار السن لا ينقلون اللغة إلى أطفالهم.
تمت الإشارة إلى هذه الممارسة باسم الرمز (تدريس) ‏ من قبل المسؤولين، وأيضا باسم (البقرة) من قبل التلاميذ. تم استخدام العديد من الأشياء، وليس فقط القباقيب، مثل: حدوات الخيول، والأردواز، ولافتات تتضمّن رسالة، والعملات المعدنية التي عليها صليب. فيما يلي تعليمات رسمية من نائب محافظ فينيستير للمعلمين في عام 1845: «وتذكروا أيها السادة: لقد تم منحكم منصبكم من أجل قتل اللغة البريتانية.»  كتب محافظ البرانيس الأطلسية في
إقليم الباسك الفرنسي سنة 1846: «تهدف مدارسنا في إقليم الباسك بشكل خاص إلى استبدال اللغة الباسكية بالفرنسية.»

تم تأكيد اللجوء إلى ممارسة تعليق القباقيب من خلال موقع (Autonomes de Solidarité Laïques) الإلكتروني:
كان للمدرسة دور موحد من حيث أن تحدث اللغة «النبيلة» [الفرنسية] قللت من استخدام اللهجات الإقليمية والعامية. دعونا نذكر إذلال الأطفال الذين يرتدون قباقيب حول أعناقهم لتحدثهم عن غير قصد كلمة بغير الفرنسية.
أما اللافتات فقد وجدت أيضًا في مدارس بواتو:
يبدو أن سياسة جولي فيري المتعلقة بالتعليم المجاني والإلزامي أعطت شكلاً ملموسًا للعمل الذي بدأ قبل أربعة قرون [بمرسوم فيلير كوتيري]؛ لقد أثمر أسلوب القمع والإذلال الذي تم اتباعه، وذلك من خلال اللافتات التي كُتبت في المدارس: «ممنوع البصق على الأرض والتحدث بالعامية».
تشير تقارير مجلس التمثيل العام لشباب أوكستان، من خلال موقع شباب القوميات الأوروبية:
فقدت لغتنا [الأكستانية] اسمها، وأصبحت لهجة عامية، أولاً في المدرسة ثم في العائلات من خلال الضغط على المرأة في التعليم، مع الجمهورية الفرنسية الثالثة، موسوليني وفرانكو.
يشهد موقع (Confolentés Occitan) الناطق باللغة الأكستانية،  على الأساليب التي استخدمتها السلطات الفرنسية على مدار القرن الماضيِ:
للمساعدة في محو الهويات الإقليمية التقليدية، تمّ قمع اللغة الأكستانية. عوقب تلاميذ المدارس لتحدثهم لغتهم الأم في المدرسة.

 تمكنت الإدارة الفرنسية من جعل المتحدثين الأوكستانيين يفكرون في لغتهم على أنها لهجة عامية، أي كشكل فاسد من الفرنسية يستخدمه فقط الجهلة وغير المتعلمين. تُعرف عملية الاغتراب هذه باسم فيرغونيو («العار»).

لا يزال العديد من المتحدثين الأكبر سنًا في الأوكستان يعتقدون أن لغتهم الأم ليست أكثر من لغة عامية مخزية. هذا هو أحد الأسباب التي تجعلك نادراً ما تسمع هذه اللغة في الأماكن العامة، أو في أي مكان خارج الحي أو دائرة الأسرة.
في مدرسة كاميلاس (Camélas) في كتالونيا الشمالية، أفاد تلميذ سابق:
الجميع ما عدا أطفال المعلم يتحدثون الكاتالونية فيما بينهم. لقد كُنّا نُعاقب على التحدث بها، لأنه في ذلك الوقت، كان علينا جميعًا التحدث بالفرنسية. يمكن العثور على عبارة (كُن نظيفا، تحدّث الفرنسية) مكتوبة على جدران المدرسة. وإذا رفضت التحدث بالفرنسية، فستُجبر على ارتداء لافتة خشبية. كنا نتحدث الفرنسية في باحة المدرسة، وللعشرة أمتار الأولى من طريق العودة إلى المنزل، ثم نعود للحديث بلغتنا الأم، الكاتالونية.

 في تلك الأوقات، كان المتحدثون الكاتالونيون مُحتقرون إلى حد ما، حيث كان عيبا التحدث باللغة الكاتالونية، كما يجلب الأمر المشاكل لمُتحدّثها، ويُهدّده بالتخلّف عن الرتبة الاجتماعية
تم الاحتفاظ بمصطلحات هنري جريجوار الخاصة لتعيين لغات فرنسا: بينما تُشير بريتون إلى اللغة المنطوقة في بريتاني، شملت كلمة (patois) جميع اللهجات الرومانسية مثل الأكستانية والبروفنسالية الفرنسية. في تقريره، تمّ فصل الكورسيكية والألزاسية باعتبارها أشكال «منحطة للغاية» من الإيطالية والألمانية. نتيجة لذلك، لا يزال بعض الناس يطلقون على لغتهم غير الفرنسية اللغة العامية، وذلك لأنهم لم يتعلموا أبدًا كيفية كتابتها.

### الضغط على الكنيسة
في عام 1902، في خطاب أمام المجلس العام لإقليم موربيهان، أوصى رئيس التعليم دانتزر يأن تُعطي «الكنيسة المناولة الأولى فقط للأطفال الناطقين بالفرنسية».

في العام نفسه، أخبر رئيس الوزراء إميل كوب، وهو نفسه من الأوكستانيين، حكام أقاليم موربيهان وكوت دو نور وفينيستير:
يُريد كهنة بريتون إبقاء قطيعهم في حالة جهل من خلال رفض الترويج للتعليم واستخدام لغة بريتون فقط في التعاليم الدينية والتعليم المسيحي. سيكون البريتونيون جزءًا من الجمهورية فقط في اليوم الذي يبدأون فيه التحدث بالفرنسية.

## منتصف القرن العشرين حتى الوقت الحاضر
كما يقول الطبيب في فقه اللغة الكاتالونية والأستاذ في جامعة جزر البليار جاومي كوربيرا بو (بالفرنسية: Jaume Corbera Pou)‏، 
 في منتصف القرن التاسع عشر، أصبحت المدرسة الابتدائية إلزامية في جميع أنحاء الولاية، وقد تمّ تدريس اللغة الفرنسية فقط. وكان المعلمون يُعاقبون بشدة أي تلميذ يتحدث باللغة العامية. لم يكن الهدف من النظام التعليمي الفرنسي هو تطوير ثقافة التلاميذ الأصلية وتعليمهم كتابة لغتهم، بل تمّ إهانتهم أخلاقياً لمجرد الحديث بلغتهم. لقد تجاهلت الدولة أحد أهم حقوق الإنسان الأساسية، وهو الحق في أن يكون على طبيعته وأن يتكلم لغة أمته. وبهذا الموقف استمرّت فرنسا، «فرنسا الكبرى» التي تُسمّي نفسها بطلة الحرية، غير مبالية بالحركات الاحتجاجية الخجولة للمجتمعات اللغوية المختلفة.
[. . . ]

فرنسا، التي كانت تُرى هنا في عهد فرانكو [في كاتالونيا] كملاذ آمن للحرية، تتمتع بشرف بائس لكونها الدولة الأوروبية [الوحيدة] - وربما في العالم - التي نجحت بشكل أفضل في المهمة الشيطانية المتمثلة في تدمير إرثها العرقي واللغوي الخاص، إضافة إلى تدمير الروابط الأسرية البشرية: العديد من الآباء والأبناء، أو الأجداد والأحفاد، لديهم لغات مختلفة، ويشعرون بالخجل من لغتهم الأم. هذه هي الدولة الفرنسية التي دخلت للتو القرن الحادي والعشرين، وهي دولة يتم فيها الحفاظ على المعالم الحجرية والمناظر الطبيعية واحترامها، ولكن هناك قرون عديدة من الإبداع الشعبي المُعبّر عنه بألسنة مختلفة على وشك الانقراض. «المجد» و «العظمة» المبنيان على إبادة جماعية، حيث لا حرية ولا مساواة ولا أخوة، فقط إبادة ثقافية، هذا هو الشعار الحقيقي للجمهورية الفرنسية.

### القضايا الدستورية
في عام 1972، أعلن جورج بومبيدو، رئيس فرنسا وأحد سكان المنطقة الناطقة باللغة الأكستانية، أنه «لا يوجد مكان للغات الإقليمية في فرنسا».
في خطاب قبل الانتخابات  في لوريان، في 14 مارس 1981، أكّد فرانسوا ميتران أنه:
حان الوقت لمنح لغات وثقافات فرنسا مكانة رسمية. لقد حان الوقت لفتح أبواب المدارس على مصراعيها، لإنشاء محطات إذاعية وتلفزيونية إقليمية للسماح ببثها، ولضمان قيامهم بكل الدور الذي يستحقونه في الحياة العامة.
ومع ذلك، لم تتبع هذه التصريحات أي تدابير فعالة.

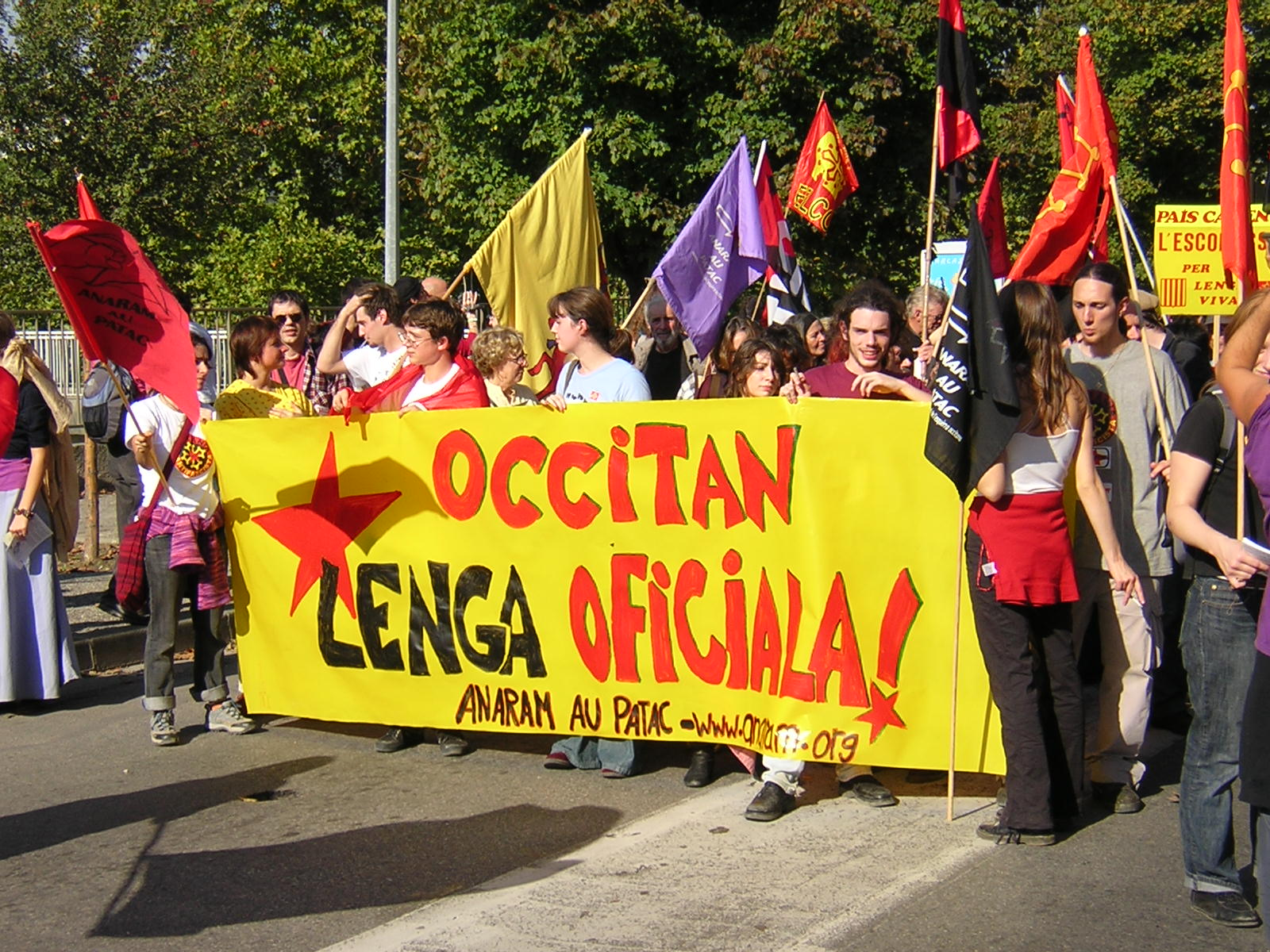
مظاهرات مؤيدة للاعتراف بالأوكسيتان في بيزييه عام 2007

في عام 1992، بعد أن تساءل البعض عن الفصل غير الدستوري للغات الأقليات في فرنسا، تمّ تنقيح الجزء الثاني من الدستور الفرنسي لعام 1958 بحيث تكون «لغة الجمهورية هي الفرنسية» (بالفرنسية: la langue de la République est le français)‏. تم تحقيق ذلك قبل أشهر فقط من تمرير المجلس الأوروبي للميثاق الأوروبي للغات الإقليمية أو لغات الأقليات،  والذي تجاهله جاك شيراك  على الرغم من مُطالبة ليونيل جوسبان للمجلس الدستوري بتعديل الدستور، ليشمل جميع اللغات العامية المنطوقة على الأراضي الفرنسية. مرة أخرى، حُرمت اللغات غير الفرنسية في فرنسا من الاعتراف الرسمي، واعتبرت خطرة جدًا على وحدة البلاد،  والأكستانيون، والباسكيون، والكورسيكيون، والكتلان، والفلاندرز، والبريطون، والألزاس، والنيسارتس، والسفوردس ليس لديهم حتى الآن أي حق قانوني صريح لإدارة الشؤون العامة بلغاتهم الإقليمية داخل أراضيهم، تم رفض النص مرة أخرى  من قبل غالبية النواب في 18 يناير 2008، بعد أن أعربت الأكاديمية الفرنسية عن رفضها المطلق  للغات الإقليمية، والتي تعتبر الاعتراف بها بمثابة «هجوم على الهوية الوطنية الفرنسية».
على موقع الاتحاد من أجل حركة شعبية،  ينفي نيكولا ساركوزي أي إساءة معاملة للغات الإقليمية. في خطاب قبل الانتخابات في بيزانسون في 13 مارس 2007 ادّعى:
إذا تم انتخابي، فلن أؤيد الميثاق الأوروبي للغات الإقليمية. لا أريد قاضيًا لديه خبرة تاريخية في قضية الأقليات تختلف عن لغتنا ويقرر غدًا أنه يجب اعتبار لغة إقليمية كلغة للجمهورية تمامًا مثل الفرنسية.

لأنه، فيما وراء النص نفسه، توجد ديناميكية من التفسيرات والفقه يمكن أن تذهب بعيداً. أنا مقتنع بأنه في فرنسا، أرض الحرية، لا يوجد تمييز ضد أقلية، وبالتالي ليس من الضروري منح القضاة الأوروبيين الحق في إبداء آرائهم في مسألة تتناسب مع هويتنا الوطنية ولا علاقة لها مطلقًا ببناء أوروبا.
على العكس من ذلك، أعلنت منافسته الاشتراكية، سيغولين رويال، أنها مستعدة للتوقيع على الميثاق في خطاب ألقته في مارس 2007  في إقليم الباسك الفرنسي، من أجل التنوع الثقافي في فرنسا:
تُمثل الهويات الإقليمية رصيدًا هائلاً للمستقبل، وأعتقد أن فهم الصلة بين القيم الأساسية التي تجعل الهوية العميقة الجذور بين فرنسا والأمة الفرنسية في تنوعها وأصالتها وتقاليدها الأصيلة، [...] يجعل الدولة تعمل بشكل جيد.
في 27 أكتوبر 2015، رفض مجلس الشيوخ مشروع قانون للتصديق على الميثاق الأوروبي للغات الإقليمية أو لغات الأقليات، مما يمنع اعتماد إصلاح دستوري من شأنه أن يمنح درجة من الوضع الرسمي للغات الإقليمية مثل الأوكستان.

### سياسة اللغة الفرنسية
- السياسة اللغوية لفرنسا
- لغات فرنسا
- جول فيري

### سياسات مماثلة في بلدان أخرى
- لا للويلز، قمع اللغة الإنجليزية للغة الويلزية.
- بطاقة اللغة المحلية، وقمع لغات ولهجات جزر ريوكيو في منطقة توهوكو في اليابان.
- قمع اللغات الإسبانية غير القشتالية، خلال إسبانيا الفرانكوية